# Brechengrund
Der Brechengrund im Rothaargebirge ist ein ca. 1,5 km langer, orographisch linker Quellbach der Berkmecke im Hochsauerlandkreis in Nordrhein-Westfalen.

## Verlauf
Der Brechengrund entspringt etwa 1,9 km östlich vom Winterberger Ortsteil Mollseifen und 2,6 km nordwestlich vom Winterberger Ortsteil Züschen. Seine Quelle liegt etwa 250 m südlich des Gipfels des Bürenberges (709 m) auf ca. 634 m.ü. NHN. Ab seiner Quelle fließt der Bach zunächst etwa 100 m in südöstlicher Richtung bevor er sich, dem Talverlauf folgend, nach Süden wendet. Etwa 850 m stromabwärts mündet von links ein namenloser Quellbach ein, der etwa 500 m in östlicher Richtung in einer Weidewiese entspringt. Nach etwa 1,5 km mündet der Brechengrund schließlich in die Berkmecke. Etwas oberhalb des Mündungsbereiches befindet sich die Wüstung Höckeringhausen (Hukirdinchusen), an die eine Informationstafel erinnert. Von hier fließt die Berkmecke nach Südosten und mündet schließlich in der Ortslage Kranebuche des Dorfes Züschen in die aus Süden kommenden Ahre ein. Die Ahre bildet in Züschen auf ca. 463 m Höhe zusammen mit dem Bach Sonneborn den Eder-Zufluss Nuhne.

## Natur und Umwelt
Die Quelle des Brechengrundes lag ursprünglich im Nadelwald, der aber dem Borkenkäfer zum Opfer gefallen ist. Nach etwa 100 m fließt der Bach in eine Talwiese, die Teil des 75,04 ha großen Naturschutzgebiet Berkmecke – Talsystem (HSK-411) ist. Das NSG besteht aus dem Talbereich der Berkmecke und anderen Nebentälern wie dem Flachengrund. Das NSG-Gebiet ist seit 2000 Teil des 2249 ha großen FFH-Gebietes Hallenberger Wald (DE 4817-301). Die Wiesen werden teilweise durch Rinder beweidet.